# Good Girl Gone Bad
Good Girl Gone Bad treći je studijski album barbadoške pjevačice Rihanne. Objavljen je 30. svibnja 2007. godine u izdanju diskografske kuće Def Jam Recordings.

## O albumu

### Koncepcija
Prateći svoj drugi studijski album, A Girl Like Me (2006.), Rihanna je počela raditi s tekstopiscima i producentima rano u 2007. godini. Provela je tjedan dana Dodjele Grammyja 2007. s pjevačem, tekstopiscem i pomoćnikom diskografske kuće Def Jam, Ne-Yom zbog albuma. Napisao joj je pjesmu "Unfaithful" i davao joj časove vokala. Usprkos tome što je i prije radila s njim, surađivali su opet i napisali duet "Hate That I Love You".  On je također napisao još dvije pjesme na albumu i prvi singl s njegove ponovnog izdanja, "Take a Bow". Debitantski singl s albuma, "Umbrella", napisali su The-Dream. Pjesma je isprva napisana za američku pop pjevačicu Britney Spears, ali njena je diskografska kuća odbila pjesmu, a potom je ponuđena američkoj R&B pjevačici Mary J. Blige, prije nego što je dana Rihanni.
Stewart je izjavio da nije mislio da je Rihanna pravi izvođač za snimanje pjesme, ali kad je čuo njeno izvođenje dijela pjesme "ella, ella" osjetio je da u njoj ima ono nešto. The-Dream su napisali i pjesme "Breakin' Dishes," "Sell Me Candy," i "Lemme Get That" na albumu. "Shut Up and Drive" je inspirirana pjesmom "Blue Monday", tj. pjesma je osjetno orijentirana na rock stil. Rihanna je također radila s Justinom Timberlakeom, koji je napisao osmi singl s albuma, "Rehab". Izjavila je da joj je čast raditi s Timberlakeom jer je on "zabavan tip, odličan izvođač i jako nadarena osoba."
Rihanna je radila s nekim producentima koji su radili na njenom prethodnom albumu, a to su Evan i Carl Rogers, J. R. Rotem i norveški produkcijski tim Stargate. Također je surađivala s novim producentima kao što su Timbaland, will.i.am i Sean Garrett. Htjela je i da radi s glazbenim producentom Andre 3000 Polow Da Don, koji je radio s Pussycat Dolls, Fergie i Usherom itd. Većina  
pjesama s albuma snimljene u studiu Westlake u Los Angelesu, Kalifornija, a snimanja su se održavala u slično vrijeme kao i tokom snimanja njenog drugog studijskog albuma, A Girl like Me. Rihanna je počela raditi na albumu u kasnoj 2006. godini i snimanje je bilo gotovo završeno u kasnoj veljači 2007. godine. Tijekom intervjua za britansku radijsku stanicu Capital FM, Rihanna je objasnila značenje i razlog naslova albuma. Rekla je riječ "loš" (eng. bad) ima svoje značenje za svakoga, a za nju to znači da postaje malo buntovna na albumu, da je izašla iz ljuske i riskira, slično kao Michael Jackson na albumu Bad.

### Glazba

#### Glazbeni stil
Rihanna je izjavila da je album inspirisan albumom Afrodisiac iz 2004. godine, glazbenog izvođača Brandyja. Također, izjavila je da je taj album slušala neprestano i  
da je rekla da mora napraviti album poput tog. Žanr novog albuma predstavlja novi pravac za pjevačicu, naklonjen brzim plesnim ritmovima. Prati njene klupske melodije i, kao i njegov prethodnik, sadrži R&B i baladne elemente.  Album spaja R&B, dance-pop i pop uticaje, a dopuna brzim energičnim pjesmama pravi album više orijentiran na pop. Pjesme u prvoj polovini albuma su većinom u takvom stilu, ali, usprkos tome da su pjesme albuma većinom u brzom ritmu, druga polovina albuma sadrži spore i tužne pjesme. Album, uz dance-pop pjesme, ne sadrži reggae i dancehall koje su albumi Music of the Sun (2005.), i A Girl Like Me (2006.) imali. Kao razlog za to, Rihanna je objasnila da sad želi biti loša djevojka, malo se više zabavljati i eksperimentirati s glazbom. Želi rizikovati jer loše djevojke rizikuju.
Neke pjesme s albuma spajaju stilove 1970-ih i 1980-ih s isječcima. Drugi singl s albuma, "Shut Up and Drive" sadrži isječke iz pjesme New Ordera iz 1983. godine, "Blue Monday".  "Don't Stop the Music," brza plesna groove pjesma, je kombinirana s isječcima iz pjesme "Soul Makossa" i dijelom refrena iz pjesme "Wanna Be Startin' Somethin'" od Michaela Jacksona. S druge strane, pjesma "Push Up on Me," sadrži isječke iz pjesme iz 1983. godine "Running with the Night" od Lionela Ritchieja.

## Popis pjesama
| Br. | Skladba                            | Autor                                                                                        | Producent(i)              | Trajanje |
| --- | ---------------------------------- | -------------------------------------------------------------------------------------------- | ------------------------- | -------- |
| 1.  | »Umbrella (s Jay Zjem)«            | Christopher Stewart, Terius Nash, Kuk Harrell, Shawn Carter                                  | Christopher Stewart       | 4:35     |
| 2.  | »Push Up On Me«                    | J. R. Rotem, Makeba Riddick, Lionel Richie, Cynthia Weil                                     | J. R. Rotem               | 3:15     |
| 3.  | »Don't Stop the Music«             | Tor Erik Hermansen, Mikkel S. Eriksen, T. Dabney, Michael Jackson                            | StarGate                  | 4:27     |
| 4.  | »Breakin' Dishes«                  | Christopher Stewart, Terius Nash                                                             | Christopher Stewart       | 3:20     |
| 5.  | »Shut Up and Drive«                | Evan Rogers, Carl Sturken, Stephen Morris, Peter Hook, Bernard Sumner, Gillian Gilbert       | Evan Rogers, Carl Sturken | 3:33     |
| 6.  | »Hate That I Love You (s Ne-Yoom)« | Shaffer Smith, Tor Erik Hermansen, Mikkel S. Eriksen                                         | StarGate                  | 3:39     |
| 7.  | »Say It«                           | Makeba Riddick, Quaadir Atkinson, Ewart Brown, Clifton Dillon, Lowell Dunbar, Brian Thompson | Neo Da Matrix             | 4:10     |
| 8.  | »Sell Me Candy«                    | Terius Nash, Makeba Riddick, Timothy Mosley                                                  | Timbaland                 | 2:45     |
| 9.  | »Lemme Get That«                   | Terius Nash, Timbaland, Jay Z                                                                | Timbaland                 | 3:41     |
| 10. | »Rehab«                            | Justin Timberlake, Timothy Mosley, Hannon Lane                                               | Timbaland                 | 4:54     |
| 11. | »Question Existing«                | Shaffer Smith, Shea Taylor, Jay Z                                                            | Shea Taylor               | 4:06     |
| 12. | »Good Girl Gone Bad«               | Shaffer Smith, Tor Erik Hermansen, Mikkel S. Eriksen, Lene Marlin                            | StarGate                  | 3:33     |

### Reloaded
| Br. | Skladba                                          | Tekstopisac                                             | Producent(i)                                     | Trajanje |
| --- | ------------------------------------------------ | ------------------------------------------------------- | ------------------------------------------------ | -------- |
| 13. | »Disturbia«                                      | Robert Allen, Andre Merritt, Chris Brown, Brian Kennedy | Brian Kennedy                                    | 3:59     |
| 14. | »Take a Bow«                                     | Hermansen, Eriksen, Smith                               | StarGate                                         | 3:49     |
| 15. | »If I Never See Your Face Again« (with Maroon 5) | Adam Levine, James Valentine                            | Maroon 5, Mike Elizondo, Mark Endert, Mark Stent | 3:18     |

| 13. | »Cry« (britanska, irska, australska i japanska bonus pjesma)                              |  | 3:55 |
| 14. | »Haunted« (japanska bonus pjesma)                                                         |  | 4:09 |
| 15. | »Hate That I Love You« (featuring Hins Cheung) (Asian bonus track)                        |  | 3:41 |
| 16. | »Hate That I Love You« (featuring David Bisbal) (južnoamerička i španjolska bonus pjesma) |  | 3:41 |

### The Remixes
| Br. | Skladba                                  | Remiks                           | Trajanje |
| --- | ---------------------------------------- | -------------------------------- | -------- |
| 1.  | »Umbrella« (featuring Jay Z)             | Seamus Haji & Paul Emanuel Remix | 4:35     |
| 2.  | »Disturbia«                              | Jody den Broeder Remix           | 3:51     |
| 3.  | »Shut Up and Drive«                      | The Wideboys Remix               | 3:39     |
| 4.  | »Don't Stop the Music«                   | Jody den Broeder Remix           | 3:10     |
| 5.  | »Take a Bow«                             | Tony Moran & Warren Riggs Remix  | 4:02     |
| 6.  | »Breakin' Dishes«                        | Soul Seekerz Remix               | 3:19     |
| 7.  | »Hate That I Love You« (featuring Ne-Yo) | K-Klassic Remix                  | 3:58     |
| 8.  | »Question Existing«                      | The Wideboys Remix               | 3:40     |
| 9.  | »Push Up on Me«                          | Moto Blanco Remix                | 3:29     |
| 10. | »Good Girl Gone Bad«                     | Soul Seekerz Remix               | 3:28     |
| 11. | »Say It«                                 | Soul Seekerz Remix               | 4:20     |
| 12. | »Umbrella«                               | Lindbergh Palace Remix           | 3:54     |

## Impresum
| - Rihanna – vokali, klavir, gitara, bass, bubnjevi - Chris "Tricky" Stewart & Hannon B. Lane – klavijatura - Mikkel Eriksen & Tor Erik Hermansen (aka Stargate); klavijatura, bubnjevi - Bernt Rune Stray – gitara - Richard Fortus – gitara - Espen Lind – gitara - Chris "Tricky" Stewart – bubnjevi - Doug Michels – trumpet - Stevie Blacke – violina, violončelo - Ed Calle – orkestar - Dana Teboe & John Kricker – tromponi - Glavni producenti: Carter Administration | - Uprava: Marc Jordan and Christa Shaub - Upravitelj: Chris Gehringer - A&R: Tyran "Ty Ty" Smith - A&R administracija: Jay Brown - A&R koordinacija: Terese Joseph - Vokalni producenti: Terius "The-Dream" Nash, Ne-Yo, Stargate, Justin Timberlake, Makeba Riddick - Direktor fotografije i dizajna: J. Peter Robinson - Fotografija: Roberto Deste - Dizajn: GK Reid - Marketing: Angela Allen - Prateći vokali: Jay Z, Ne-Yo, Justin Timberlake, Timbaland - Direktor i koreograf turneje: Tina Landon |

## Vanjske poveznice
- Good Girl Gone Bad na Discogsu
- Good Girl Gone Bad  Arhivirana inačica izvorne stranice od 9. lipnja 2009. (Wayback Machine) na Metacriticu
- Kritički osvrt albuma  Arhivirana inačica izvorne stranice od 23. rujna 2015. (Wayback Machine) na stranici About.com
- [neaktivna poveznica] — od časopisa Vibe